# Баккильоне
Баккильоне — река в Италии.
Берёт начало в Альпах. Питание реки смешанное. Протекает через ряд североитальянских городов, в том числе таких как Виченца и Падуя. Впадает в реку Брента в нескольких километрах от впадения последней в Адриатическое море, недалеко от Кьоджи.
Длина — 118 км. Площадь бассейна около 1400 км². Вследствие загрязнения промышленными стоками по состоянию на 2010 год вода в реке непригодна для питья.